# Roberto Torres (Fußballspieler, 1972)
Roberto Ismael Torres Baez (* 6. April 1972 in Asunción) ist ein ehemaliger paraguayischer Fußballspieler.

## Karriere

### Verein
Torres begann seine Karriere bei Club Cerro Porteño. Danach spielte er bei CD O’Higgins (1999) und Júbilo Iwata (1999–2000). 2000 beendete er seine Spielerkarriere.

### Nationalmannschaft
Im Jahr 1996 debütierte Torres für die paraguayische Fußballnationalmannschaft.

## Errungene Titel
- Primera División (Paraguay): 1994, 1996
- J1 League: 1999